# 24 (televisieserie)
24 (twenty-four) is een met een Emmy Award en Golden Globe bekroonde Amerikaanse televisieserie, die wordt uitgezonden door de zender Fox in de Verenigde Staten. De eerste acht seizoenen van de serie liepen van 2001 tot en met 2010. In 2014 werd de serie voortgezet met een negende seizoen onder de naam 24: Live Another Day.
In Nederland werden de eerste acht seizoenen van de serie uitgezonden door Yorin (later door RTL 5) en in Vlaanderen door 2BE (in de zomer van 2006 tijdelijk op VTMzomer). De serie werd voor het eerst uitgezonden op 6 november 2001, met de bedoeling na aflevering 13 te stoppen. Nadat hoofdrolspeler Kiefer Sutherland een Golden Globe won voor zijn rol in de eerste 10 afleveringen steeg het aantal kijkers, waarna Fox de tweede helft van de serie uitzond.
24 speelt zich af in "real time". Elk seizoen duurt 24 uur en is een dag uit het leven van federaal agent Jack Bauer (gespeeld door Kiefer Sutherland), waarop hij terroristische aanslagen probeert te voorkomen. Tegelijkertijd worden ook de gebeurtenissen bij de antiterrorismeorganisatie CTU (Counter Terrorist Unit) en belevenissen van andere personages gevolgd. De serie speelt zich af gedurende de eerste 6 seizoenen in Los Angeles, in seizoen 7 verhuisde het decor naar Washington D.C., seizoen 8 speelt zich af in New York en seizoen 9 speelt zich af in Londen.
Rond de 24-hype wordt er veel aan merchandise gedaan. Zo verscheen er een actiepoppetje van hoofdpersoon Jack Bauer, er werd een 24: The Game gemaakt, werden er een negental boeken uitgegeven en werd er op zondag 30 november 2008 op RTL 5 en 2BE een televisiefilm, 24: Redemption, uitgezonden over Jack Bauer. De bijna 2 uur durende televisiefilm speelt zich af tussen het zesde en zevende seizoen.

## Elementen

### Real time
24 is een thriller weergegeven in real time. Dit houdt in dat 1 minuut in het echt ook 1 minuut in de serie duurt. Als een personage van punt A naar B moet met de auto wat normaal gesproken 15 minuten duurt, zal dit in de meeste series twee minuten in beslag nemen, het zogenaamde "fast forward"-principe. In 24 duurt deze tocht ook daadwerkelijk 15 minuten.
De reclames tijdens de serie zijn ook precies afgestemd op het tijdsverloop. Na een reclameblok van 5 minuten komt de klok tevoorschijn en tikt de tijd verder. Een aflevering duurt effectief daarom ook maar gemiddeld 42 minuten.
Dankzij het realtimeprincipe gebeuren er in de serie dus ook bepaalde dingen tegelijk. 24 werkt hiervoor graag met het splitscreen-systeem. Het beeld wordt opgesplitst in 3 of 4 kleinere blokken, waar afzonderlijke gebeurtenissen los van elkaar te zien zijn. Ook wordt dit systeem gebruikt om een scène van meerdere kanten te laten zien. Dit picture-in-picture-systeem is na verloop van tijd een soort handelsmerk geworden voor de serie.

### Film-en montagestijl
24 heeft een karakteristieke visuele stijl. De leader bestaande uit een tikkende klok vormt het begin en eind van elke aflevering. Elke aflevering duurt exact 60 minuten (inclusief reclame), 24 afleveringen maken 1 seizoen bestaande uit 24 uren.
De leader start '-24-'logo gevolgd door start-tijdstip in uren, minuten, seconden en AM/PM aanduiding. Elke aflevering begint om een heel uur en wordt bijvoorbeeld weergeven als: 08:00:00 AM. Tussendoor wordt regelmatig in het klein een klok getoond.
Met splitscreen (Picture In Picture) worden meerdere gebeurtenissen die zich tegelijkertijd afspelen of dezelfde gebeurtenis maar dan vanuit een ander perspectief (camerastandpunt) vertoond. 1 à 2 minuten voor het einde van de aflevering worden meerdere gebeurtenissen, meestal meer dan twee, tegelijk in split screen vertoond. Een aflevering eindigt met een tikkende klok.
24 kenmerkt zich door het filmen in handheldstijl: cameravoering vanaf de schouder (of 'al of niet' gefixeerd in een harnas, zoals bij steadicam).

### Verhaallijnen
De verhaallijnen in 24 zijn vaak complex en worden snel verteld. Een terugkerend element in 24 is dat de personages moeten kiezen voor iets tragisch om een groter goed. In seizoen 2 kreeg een medewerker van het Departement van Defensie de kans CTU te alarmeren voor een aanslag op hun gebouw, maar dat zou tot gevolg hebben dat de identiteit van Jack Bauer, die op dat moment in de groep die de aanslag zou plegen infiltreerde, bekend zou worden waardoor hij bepaalde informatie die levens zou kunnen redden niet zou kunnen bemachtigen. In seizoen 3 moeten de president en de CTU-agenten kiezen tussen het leven van een hoge CTU-medewerker en de kans op aanslagen. In seizoen 6 moet Jack Bauer kiezen tussen het opofferen van zichzelf of de voortzetting van aanslagen in de Verenigde Staten door terroristen.
In een seizoen worden meerdere verhaallijnen behandeld die zich tegelijkertijd afspelen. Meestal blijkt pas later dat de familie of persoon die wordt gevolgd in een van die verhaallijnen iets te maken heeft met het hoofdplot. In het hoofdplot gaat het om terroristen. CTU en andere overheidsinstanties krijgen de opdracht te voorkomen dat terroristen iets uit kunnen richten. Naast acties van CTU, de president en de subplots waarin een familie of persoon wordt gevolgd krijgen we ook te zien wat Jack Bauer doet. Op de persoon Jack Bauer wordt dieper ingegaan dan op andere personages, zo worden zijn relaties (die hij had met Kate Warner, Claudia en Audrey Raines) en ook persoonlijke problemen behandeld. In elk van de acht seizoenen breekt Jack Bauer wel meerdere keren CTU-protocollen om iets voor elkaar te krijgen.

## Seizoenen en afleveringen
| # | Seizoen              | Samenvatting |
| - | -------------------- | --- |
| 1 | 24 (seizoen 1)       | Senator David Palmer, krijgt te maken met verschillende aanslagen op zijn leven door een stel Servische terroristen. Hoofd van CTU Jack Bauer zet met zijn team alles op alles om Palmer te beschermen, maar hij blijkt zelf ook het doelwit te zijn van dezelfde terroristen. Het wordt er niet makkelijker op wanneer het blijkt als er binnen CTU een mol zit die belangrijke informatie naar de terroristen doorspeelt. Tot overmaat van ramp worden de vrouw en dochter van Bauer ook nog ontvoerd om hem onder druk te zetten. |
| 2 | 24 (seizoen 2)       | Een terroristische organisatie wil een kernbom tot ontploffing brengen boven Los Angeles. CTU doet verschillende pogingen om Jack Bauer terug te halen naar CTU om dit te verhinderen. Jack heeft ontslag genomen omdat hij niet goed met de dood van zijn vrouw om kon gaan. Na een poging van (inmiddels) president David Palmer sluit Jack zich toch weer bij CTU aan om de terroristen tegen te houden. Hierbij moet hij samenwerken met een oude vijand, Nina Myers de moordenaar van zijn vrouw. Ondertussen heeft Jacks dochter Kim Bauer heel andere problemen, ze is met een klein kind op de vlucht voor de vader die het kind mishandelt.                                                                              |
| 3 | 24 (seizoen 3)       | Aan het begin van dag 3 is te zien dat Tony Almeida en Michelle Dessler getrouwd zijn en is Jack Bauer net terug van een undercover operatie bij de beruchte drugs-familie Salazar. Deze actie heeft er bij hem flink ingehakt en hij heeft er onder andere een heroïneverslaving aan over gehouden. Hij krijgt als directeur van veld acties bij CTU te maken met terroristen die een dodelijk virus op verschillende plekken in Amerika willen verspreiden. Jack gaat weer undercover bij de Salazars om hen over te halen het virus te kopen. Tijdens de veiling wordt het virus door niemand anders dan Nina Myers onder hun neus weggekaapt. President David Palmer krijgt ondertussen ook te maken met de nodige problemen. |
| 4 | 24 (seizoen 4)       | Jack Bauer is door CTU directeur Erin Driscoll ontslagen wegens zijn heroïneverslaving. Wanneer hij zijn leven weer op de rails heeft krijgt hij een relatie met Audrey Raines dochter van de minister van defensie waar hij inmiddels onder werkt. Als er een ernstig treinongeluk gebeurt moet Jack tijdelijk terug naar CTU. Dan worden Audrey en haar vader door terroristen ontvoerd. Deze terroristen beschikken over tientallen atoombommen die ze willen laten ontploffen op verschillende plaatsen. Jack Bauer doet alles om hen tegen te houden. |
| 5 | 24 (seizoen 5)       | Jack Bauer is nog steeds ondergedoken om aan de wraak van de Chinese regering te ontkomen. De enige mensen die weten dat hij nog leeft worden een voor een vermoord David Palmer, Michelle Dessler, Tony Almeida). Wanneer Chloe O'Brian na het overleven van een aanslag op haar leven contact op neemt met Bauer komt Jack terug om het complot achter de moorden te ontrafelen, hij stuit op een complot om het dodelijke Sentox-zenuwgas op verschillende plaatsen in het land los te laten. Verschillende hooggeplaatste mensen blijken een aandeel te hebben in dit complot. |
| 6 | 24 (seizoen 6)       | De Verenigde Staten worden al weken geteisterd door bomaanslagen in alle uithoeken van het land. David Palmers broer Wayne die inmiddels president is geworden haalt Jack Bauer terug uit China. Bauer wordt opgeofferd aan terroristen die hem in ruil willen voor de locatie van de terroristen die achter de aanslagen zitten. De terroristen die Bauer willen, blijken de terroristen achter de aanslagen te zijn en Jack Bauer ontsnapt. Hij ontdekt dat zijn eigen vader en broer een groot aandeel in de aanslagen hebben. |
| 7 | 24 (seizoen 7)       | CTU is opgeheven en Jack Bauer zit midden in een rechtszaak wegens het martelen van terroristen. Dan wordt hij door de FBI uit de rechtszaak gehaald. Ze willen hulp van hem omdat een van de terroristen een oude bekende van hem is namelijk Tony Almeida. De terroristen zijn van plan de infrastructuur van de VS te ontregelen. De terroristen willen dat de Amerikaanse troepen zich terugtrekken uit Sangala. Er blijken meerdere mollen bij onder andere de regering en de FBI te zitten. Wanneer de dreiging voorbij lijkt te zijn blijkt een grote organisatie Starkwood onder leiding van Jonas Hodges een biologisch wapen in bezit te hebben.                                                                        |
| 8 | 24 (seizoen 8)       | Jack Bauer denkt eindelijk een rustig leventje te kunnen beginnen met zijn dochter Kim en zijn kleindochter wanneer hij om hulp wordt gevraagd door CTU. Hij moet helpen een aanslag op een President uit een islamitisch land te verijdelen. Het nieuwe CTU zit nu in New York. Chloe O'Brian werkt er als analist onder de nieuwe directeur Brian Hastings. Dit alles leidt tot een verwrongen verhouding tussen de drie. |
| 9 | 24: Live Another Day | Deze miniserie van 12 afleveringen speelt zich af in Londen en ging in mei 2014 in de Verenigde Staten in première. |

## Rolverdeling
Kenmerkend voor 24 is de snelle wisseling van acteurs. Enkel Jack Bauer had een rol in alle negen seizoenen van 24. Elk seizoen heeft een andere verhaallijn waardoor in sommige seizoenen de personages vrijwel volledig vernieuwd zijn.
Enkele bekende acteurs hadden gastrollen in 24, waaronder Dennis Hopper (Easy Rider), Jon Voight (Heat), Powers Boothe, Sean Astin (The Lord of the Rings), James Cromwell (L.A. Confidential) en Tzi Ma (Rush Hour).
In deze lijst staan de acteurs en actrices die een hoofdrol in 24 speelden. Meer gedetailleerde informatie over de personages is te vinden op de afzonderlijke artikelen per seizoen.
| Acteur               | Personage                        | Hoofdrol                  | Bijrol | Speciale gastrol |
| -------------------- | -------------------------------- | ------------------------- | ------ | ---------------- |
| Kiefer Sutherland    | Jack Bauer                       | 1, 2, 3, 4, 5, 6, 7, 8, 9 |        |                  |
| Leslie Hope          | Teri Bauer                       | 1                         |        |                  |
| Sarah Clarke         | Nina Myers                       | 1                         | 2, 3   |                  |
| Elisha Cuthbert      | Kim Bauer                        | 1, 2, 3                   |        | 5, 7, 8          |
| Dennis Haysbert      | Senator / President David Palmer | 1, 2, 3                   |        | 4, 5             |
| Reiko Aylesworth     | Michelle Dessler                 | 3                         | 2      | 4, 5             |
| Sarah Wynter         | Kate Warner                      | 2                         | 3      |                  |
| Xander Berkeley      | George Mason                     | 2                         | 1      |                  |
| Paul Schulze         | Ryan Chapelle                    | 1, 2, 3                   |        |                  |
| Penny Johnson Jerald | Sherry Palmer                    | 2                         |        | 1, 3             |
| Carlos Bernard       | Tony Almeida                     | 2, 3, 7                   |        | 1, 4, 5,         |
| James Badge Dale     | Chase Edmunds                    | 3                         |        |                  |
| Kim Raver            | Audrey Raines                    | 4, 5                      | 9      | 6                |
| Alberta Watson       | Erin Driscoll                    | 4                         |        |                  |
| William Devane       | James Heller                     | 4                         |        | 5, 6, 9          |
| Lana Parrilla**      | Sarah Gavin                      | 4                         | 4**    |                  |
| Roger Cross**        | Curtis Manning                   | 4, 5                      | 4**, 6 |                  |
| Mary Lynn Rajskub    | Chloe O'Brian                    | 5, 6, 7, 8, 9             | 3, 4   |                  |
| James Morrison       | Bill Buchanan                    | 5, 6, 7                   | 4      |                  |
| Gregory Itzin        | President Charles Logan          | 5                         | 4      | 6, 8             |
| Louis Lombardi       | Edgar Stiles                     | 5                         | 4      |                  |
| Jean Smart           | Martha Logan                     | 5                         |        | 6                |
| D.B. Woodside        | Wayne Palmer                     | 6                         | 3, 5   |                  |
| Peter MacNicol       | Tom Lennox                       | 6                         |        |                  |
| Jayne Atkinson       | Karen Hayes                      | 6                         | 5      |                  |
| Eric Balfour         | Milo Pressman                    | 6                         | 1      |                  |
| Carlo Rota           | Morris O'Brian                   | 6                         | 5, 7   |                  |
| Marisol Nichols      | Nadia Yassir                     | 6                         |        |                  |
| Regina King          | Sandra Palmer                    | 6                         |        |                  |
| Cherry Jones         | President Allison Taylor         | 7, 8                      |        |                  |
| Annie Wersching      | Renee Walker                     | 7, 8                      |        |                  |
| Colm Feore           | Henry Taylor                     | 7                         |        |                  |
| Bob Gunton           | Ethan Kanin                      | 7                         | 6, 8   |                  |
| Jeffrey Nordling     | Larry Moss                       | 7                         |        |                  |
| Rhys Coiro           | Sean Hillinger                   | 7                         |        |                  |
| Janeane Garofalo     | Janis Gold                       | 7                         |        |                  |
| Anil Kapoor          | Omar Hassan                      | 8                         |        |                  |
| Mykelti Williamson   | Brian Hastings                   | 8                         |        |                  |
| Katee Sackhoff       | Dana Walsh                       | 8                         |        |                  |
| Freddie Prinze jr.   | Cole Ortiz                       | 8                         |        |                  |
| Chris Diamantopoulos | Rob Weiss                        | 8                         |        |                  |
| John Boyd            | Arlo Glass                       | 8                         |        |                  |

** = werd halverwege onderdeel van de vaste acteurs

## Boeken
Onder de titel 24 is een serie boeken gebaseerd op de televisieserie 24 uitgegeven. De meeste spelen zich in tijd af voor het verhaal waarover het eerste seizoen handelde. De boeken beslaan net als de serie een dag uit het leven van Jack Bauer, en een hoofdstuk staat gelijk aan één uur. De boeken worden geschreven door verschillende schrijvers. De omslag van de boeken is geheel in de stijl van de televisieserie, waarbij echter de omslag van de laatste drie boeken enigszins afwijkt van de eerdere zes (uitgaande van de eerste druk). Alle boeken worden in Nederland uitgegeven door Uitgeverij Unieboek.
| Boek # | Titel              | Schrijver     | Verschijningsdatum | Oorspronkelijke titel                |
| ------ | ------------------ | ------------- | ------------------ | ------------------------------------ |
| 1      | Operatie Hell Gate | Marc Cerasini | 2005               | 24 Declassified: Operation Hell Gate |
| 2      | Veto Recht         | John Whitman  | Oktober 2005       | 24 Declassified: Veto Power          |
| 3      | Trojaans Paard     | Marc Cerasini | November 2005      | 24 Declassified: Trojan Horse        |
| 4      | Kattenklauw        | John Whitman  | Juni 2007          | 24 Declassified: Cat's Claw          |
| 5      | Area 51            | Marc Cerasini | Augustus 2007      | 24 Declassified: Area 51             |
| 6      | Chaos Theorie      | John Whitman  | Oktober 2007       | 24 Declassified: Chaos Theory        |
| 7      | Stormkracht        | David Jacobs  | Juli 2008          | 24 Declassified: Storm Force         |
| 8      | Neven Effect       | Marc Cerasini | 2008               | 24 Declassified: Collateral Damage   |
| 9      | Drie-eenheid       | John Whitman  | September 2008     | 24 Declassified: Trinity             |
| 10     | n.n.b              | David Jacobs  | 2010               | 24 Declassified: Head Shot           |
| 11     | n.n.b              | David Jacobs  | 2010               | 24 Declassified: Death Angel         |

## Prijzen
- In 2002 wint Kiefer Sutherland zowel een Golden Globe als een Golden Satellite Award voor zijn rol als Jack Bauer. Surnow en Cochran wonnen een Emmy Award in de categorie Outstanding Writing for a Drama Series. Dat jaar werd er ook een Emmy Award gewonnen in de categorie Outstanding Single-Camera Picture Editing for a Series.
- In 2003 wint Kiefer Sutherland opnieuw een Golden Satellite Award en ook zijn tegenspeler Sarah Clarke wint er een in de categorie bijrol in een dramaserie. Dat jaar worden er twee Emmy Awards gewonnen.
- In 2004 ontvangt de serie vier Emmy Awards en een Golden Globe voor beste televisieserie.
- In 2005 ontvangt de serie drie Emmy Awards.
- In 2006 ontvangt de serie vijf Emmy Awards, waaronder die voor beste dramaserie en acteur (Kiefer Sutherland). In Monte Carlo wordt in twee categorieën een Gouden Nimf gewonnen (beste internationale producer en beste acteur in een hoofdrol).
- In 2007 ontvangt de serie één Emmy Award voor beste geluidsmontage van de aflevering "10:00 PM - 11:00 PM".
- In 2009 ontvangt Cherry Jones een Emmy Award voor haar rol als president Allison Taylor in seizoen 7.

## Trivia
- De Britse computerexpert Tim Annan veranderde zijn naam naar "Jack Bauer". Hij wenst ook aangesproken te worden met Jack Bauer door zijn familie.
- Jack Bauer (gespeeld door Kiefer Sutherland) zegt nogal vaak het woord "damn it" ("verdomme"). Een groep studenten in de Verenigde Staten hebben een spel bedacht, waarbij bij elke keer dat het woord damn it wordt uitgesproken ze een hoeveelheid bier moeten drinken. Sutherland besloot het spelletje mee te spelen. In een talkshow zei hij dat hij soms expres meerdere keren in een zin "damn it" gebruikte, speciaal voor de studenten.
- Na het derde seizoen was er het plan om poppetjes te maken van personages uit 24. Sutherland zei later in een interview dat de lancering van deze actiepoppetjes serieus in gevaar kwam, omdat hij per ongeluk het enige exemplaar had gesloopt. Sutherland dacht dat er nog veel meer poppetjes waren en hij wilde testen hoe sterk ze waren. Naderhand bleek dat dat het enige prototype was.
- De aflevering The Snuke van de Amerikaanse televisieserie South Park is een parodie op 24. De 399ste aflevering van The Simpsons was ook een parodie op 24.